# Georges-Augustin César-Laîné
Pour les articles homonymes, voir César et Lainé.
Georges-Augustin César-Laîné, né le 5 décembre 1846 à Saint-Pierre (Martinique) et mort le 22 janvier 1898 à Paris, est un homme politique français. Il est député de la Martinique de 1893 à 1898 et maire de Saint-Pierre de 1887 à 1893.

## Biographie
Docteur en médecine, il s'engage dans les armées françaises lors de la guerre franco-allemande de 1870. De retour en Martinique,il devient le rédacteur en chef du journal Les Colonies. Républicain radical, il se présente aux législatives de 1885, mais échoue au second tour.
En 1886, il devient maire de Saint-Pierre et lors des législatives de 1893, il est élu député de la Martinique. Il s'inscrit alors au groupe Républicain-radical. Durant son mandat, il défend différents projets de loi tendant à défendre les intérêts de la colonie et à étendre les lois de la République aux Antilles, notamment en 1895 une loi pour y étendre le service militaire. Il meurt de maladie à Paris avant la fin de son mandat.